# Заробітчанські пісні
Заробітчанські пісні  -
тематична група  соціально-побутових пісень, мотиви яких пов'язані із життям і умовами праці заробітчан
. Тобто робітників що працюють на значному віддаленні від дому. Історично ці пісні оспівують сезонних робітників (які працювали на віддаленні від дому) на поміщицьких ланах, пасовиськах, фермах, промислах у артілях та ін. Сучасні зразки заробітчанських пісень оспівують актуальні моменти заробітчанства.
Практика сезонного заробітчанства існувала в 17-18 століттях, але була сконцентрована на
чумакуванні,
риболовецьких артілях, великих фільварках, на цукроварнях
.
Заробітчанство набуло масового (і різноманітного) характеру після скасування кріпацтва в другій половині XIX століття й охопило безземельних селян, які із центральної частини України подавалися в південні степи або промислові райони Донбасу, на заробітки. Постійним місцем заробітчанства у другій половині ХІХ столітті були Таврія і Бессарабія, куди приходили тисячі знедолених заробітчан. З кінця ХІХ столітті починається заробітчанство в іноземні країни. Сучасне заробітчанство в основному відбувається в країни Східної Європи що породжує новий унікальний пласт заробітчанських пісень, що оспівують сучасні особливості і актуальні аспекти заробітчанства. 
Виділення заробітчанських пісень у окрему групу  пісень від батрацьких, наймитських, бурлацьких є дуже умовним, тому що характерні мотиви цих пісень ідентичні: нарікання на важку працю, "на чужій стороні" (на чужині),  гірку долю, самотність, скрутний побут, розлуку із родиною тощо. Такі пісенні новотвори використовували, та переосмислювали традиційну поетику, у тому числі образи широкого спектра уже відомої фольклорної пісенності що описувала життя, сирітство, козацький і чумацький побут
.
До найпопулярніших заробітчанських пісень належать: Плине качур по Дунаю, "Заробітчани", "Заробітчанка", "На чужині", "Повертайся","На чужині мої батьки...", "Україно!!!".